# Louis Gauthier (créateur de caractères)
Pour les articles homonymes, voir Louis Gauthier (homonymie) et Gauthier.
Louis Gauthier, né le 13 février 1916 à Raimbeaucourt et mort le 14 mars 1993 à Sèvres, est un graveur-typographe et créateur de caractères français. Il a travaillé à la fonderie Deberny et Peignot de 1929 à 1948, et à l’Imprimerie nationale jusqu’à sa retraite en 1979. Il a dessiné le caractère Gauthier pour l’Imprimerie nationale.